# Omphalodes davisiana
Omphalodes davisiana är en strävbladig växtart som beskrevs av Kit Tan och F. Sorger. Omphalodes davisiana ingår i släktet lammtungor, och familjen strävbladiga växter. Inga underarter finns listade i Catalogue of Life.